# 2008 aux Nations unies
Les évènements de l'année 2008 aux Nations unies, dans les organisations internationales et plus globalement les informations concernant le monde entier.
2006 aux Nations unies - 2007 aux Nations unies - 2008 - 2009 aux Nations unies - 2010 aux Nations unies

## Chronologie

### Janvier 2008
- Mardi 1er janvier : ayant définitivement renoncé au terrorisme et à son programme nucléaire militaire, le régime du colonel Mouammar Khadafi obtient un siège au Conseil de sécurité des Nations unies.

### Février 2008
- Mardi 5 février, Tchad : cessez-le-feu dans la capitale N'Djamena. Sur proposition de la France, le Conseil de sécurité vote à l'unanimité une déclaration appelant au soutien du « gouvernement légal » tchadien.
- Samedi 9 février, G7 : réunis à Tokyo pour deux jours, les ministres des Finances et les responsables des banques centrales reconnaissent que la croissance mondiale risquait un ralentissement « à plus ou moins court terme ». Selon le FMI, les pertes financières globales liées à la crise du subprime pourraient s'élever à plus de 400 milliards répartis entre banques américaines, européennes et asiatiques.
- Dimanche 17 février : la Russie demande que la proclamation de l'indépendance du Kosovo soit déclarée « nulle et non avenue ».
- Jeudi 21 février, neutralité carbone : cinq pays — Costa Rica, Islande, Monaco, Norvège et Nouvelle-Zélande — se sont engagés à orienter leur économie vers une neutralité carbone en réduisant fortement leurs rejets de CO2. Le Costa Rica est à l'origine de cette initiative, reprise par le Programme des Nations unies pour l'environnement. Les pays signataires s'engagent à devenir « climatiquement neutre » d'ici 2021.

### Mars 2008
- Samedi 1er mars : Le Conseil de sécurité s'est réuni en urgence pour exhorter Israéliens et Palestiniens à cesser immédiatement les hostilités. Le Secrétaire général Ban Ki-moon fustige « l'usage disproportionné et excessif de la force qui a tué et blessé tant de civils, y compris des enfants ».
- Mercredi 5 mars : L'ancien président tchèque, Václav Havel, appelle à la création d'une « union internationale de dissidents » qui aurait pour rôle de veiller au respect des droits de l'homme.
- Jeudi 6 mars : 
  - Édition du classement 2008 du magazine Forbes des 1 125 milliardaires du monde contre 946 en 2007. Parmi eux : 469 américains, 87 russes, 53 indiens, … 18 brésiliens et 14 français.
  - Le prix Olof-Palme 2007 a été remis à féministe iranienne, Parvin Ardalan, interdite de sortie du territoire iranien.
- Mercredi 12 mars :  Première Journée internationale pour la liberté d’expression sur Internet, à l'initiative de l'UNESCO et de Reporters sans frontières

### Avril 2008
- Mardi 1er avril : Le directeur du contrôle des maladies tropicales négligées à l'OMS, le docteur Lorenzo Savioli, estime possible d'éradiquer l'éléphantiasis (filariose lymphatique) avant 2020 « en administrant systématiquement une fois par an une combinaison d'albendazole et de mectizan ».

- Mercredi 2 avril : Ouverture du sommet de Bucarest de l'Alliance atlantique, une étape importante vers la pleine réintégration de la France dans le dispositif, en particulier dans le Comité des plans de défense, l'instance où sont prises les décisions relatives à la structure militaire intégrée.

- Jeudi 3 avril : 
  - L'Alliance atlantique adresse un « non provisoire » à l'intégration de la Géorgie et de l'Ukraine dans l'OTAN tout en affirmant par la voix du Secrétaire général Jaap de Hoop Scheffer, la vocation de ces deux pays à devenir à terme « membres de l'Alliance ». L'évolution des réformes sera réexaminée en décembre 2008. Le ministre des Affaires étrangères allemand Frank-Walter Steinmeier estime que « nous sommes allés à la limite de notre politique étrangère vis-à-vis de Moscou [...] nous devons tenir sérieusement compte de notre responsabilité dans un équilibre pacifique en Europe ».
  - Lors du sommet de l'Alliance atlantique, le président Nicolas Sarkozy annonce l'envoi de sept cents soldats français supplémentaires dans l'est de l'Afghanistan, ce qui portera la contribution française à la Fias à 2 300 militaires (5e rang).

- Vendredi 11 avril : Les ministres des Finances du G7, accompagnés des présidents des banques centrales se sont réunis à Washington. Ils ont pris connaissance des 65 propositions faites par le FSF (Forum de stabilité financière).

- Vendredi 18 avril : Le pape Benoît XVI est reçu aux Nations unies. Dans son discours devant les représentants de 192 États, il a appelé la communauté internationale à placer la défense de la vie au cœur de ses priorités. Demandant que ne soit pas niés les droits de Dieu, il a insisté sur l'indivisibilité de la « loi naturelle » et des principes qui régissent les droits de l'Homme, présents dans « les diverses cultures et civilisations » : « La grande variété des points de vue ne peut pas pour oublier que ce ne sont pas les droits seulement qui sont universels, mais également la personne humaine, sujet de ces droits ».

- Mercredi 23 avril : 
  - La France, les États-Unis, auxquels s'associent la Grande-Bretagne et l'Espagne, préparent un projet de résolution demandant au Conseil de sécurité d'autoriser des pays tiers à combattre la piraterie au large de la Somalie et dans d'autres mers du globe.
  - L'Ambassadeur adjoint de la Libye aux Nations unies, Ibrahim Dabbashi, en pleine réunion du Conseil de sécurité, compare la situation humanitaire dans la Bande de Gaza à celle qui régnait dans les camps de concentration nazis, ce qui fait réagir les autres membres dont beaucoup ont quitté immédiatement la réunion.

- Jeudi 24 avril : L'Ambassadeur adjoint de la Libye aux Nations unies, Ibrahim Dabbashi, confirme son propos de la veille en ajoutant même que la vie à Gaza était « pire » à cause des « bombardements quotidiens ». Le président du Conseil de sécurité, l'ambassadeur sud-africain Dumisani Kumalo a tenté de minimiser l'incident de la veille en déclarant « Les ambassadeurs sortent et rentrent tout le temps ». Le gouvernement israélien se déclare « très inquiet » de la situation au Conseil de sécurité « qui est pris en otage par des pays irresponsables qui ont été par le passé impliqués jusqu'au cou dans le terrorisme ».

- Vendredi 25 avril : 
  - Première journée mondiale contre le paludisme transmis par les moustiques Anopheles et menaçant 3,2 milliards de personnes vivant dans plus de 90 pays des régions tropicales du monde entier. Le secrétaire général de l'ONU Ban Ki-moon lance un ambitieux programme visant à mettre fin en moins de 1 000 jours à l'hécatombe causée par le paludisme en Afrique subsaharienne, où en moyenne près de Modèle:Formatnim:3000 enfants de moins de cinq ans décèdent chaque jour.

### Mai 2008
- Dimanche 4 mai : Le président sénégalais Abdoulaye Wade réclame la suppression de la FAO qu'il qualifie de "gouffre financier", estimant que les budgets sont dépensés en "frais de fonctionnement" et très peu "pour des opérations efficaces sur le terrain". Le président s'en est déjà pris à d'autres institutions internationales auxquelles il reproche de servir surtout à entretenir de hauts fonctionnaires. Dans le cas de la FAO, l'audit publié le 18 octobre dernier avait dressé un état des lieux accablant.

- Lundi 5 mai : Les représentants des banques centrales, réunis à Bâle, ont reconnu leur impuissance face à la hausse des prix alimentaires mondiaux compliquée par l'inflation mondiale : « La pression sur l'alimentation est un problème global, nous devons observer, scruter, mais nous ne pouvons pas utiliser les instruments de politique monétaire pour y remédier »[1].

- Lundi 19 mai : Ouverture de la conférence mondiale sur la biodiversité à Bonn en Allemagne pour trouver des solutions à la destruction de la flore et de la faune par les activités humaines. 191 pays y sont représentés. La destruction de la nature coûterait quelque 2 000 milliards d'euros par an, soit 6 % du PNB mondial. Un quart des mammifères, un huitième des oiseaux, un tiers des amphibiens et 70 % des plantes sont aujourd'hui menacées par cette extinction massive des espèces.

### Juin 2008
- Lundi 16 juin 2008 : Le secrétaire général de l'ONU, Ban Ki-moon inaugure au siège de la BBC à Londres, un mémorial dédié aux journalistes tués dans l'exercice de leur métier. Il s'agit d'une structure conique en verre et acier d'une hauteur de 10 mètres, baptisée « Breathing », c'est une œuvre de l'artiste espagnole Jaime Plensale. Un poème de James Fenton orne la sculpture.
- Mardi 17 juin 2008 : Le président français Nicolas Sarkozy confirme le plein retour de la France dans le commandement intégré de l'OTAN en présentant le nouveau « livre blanc de la défense » française.
- Vendredi 20 juin 2008 : Le Conseil de sécurité adopte à l'unanimité une résolution exigeant la fin des violences sexuelles contre les civils, femmes et « filles âgées parfois de pas plus de huit ans » en particulier, dans les conflits armés, pratique courante dans les zones de guerre à travers le monde : « le viol et d'autres formes de violence sexuelle peuvent constituer un crime de guerre, une crime contre l'humanité ou un élément constitutif du crime de génocide ». L'organisation Human Rights Watch salue la résolution comme « un acte historique de la part d'un organisme qui a trop souvent ignoré le sort des femmes et des filles dans les conflits ».
- Vendredi 27 juin 2008 : 
  - La Commission baleinière internationale réunie à Santiago du Chili refuse aux pêcheurs indigènes du Groenland l'autorisation de tuer dix baleines à bosses par an en échange de leur droit de chasser huit rorquals communs. Selon la commission, la demande serait motivée par un enjeu commercial et non pas par un enjeu de survie. Le délégué japonais déclare partager « la peine du peuple du Groenland ».
  - L'Organisation mondiale de la santé présente une nouvelle liste de règle (check-list) pour améliorer la sécurité des patients dans les blocs opératoires. En 2007, 234 millions d'opérations majeures sont réalisés dans le monde entier avec une morbidité et une mortalité trop importante. Dans les pays développés, 3 à 16 % des opérations sont la cause de complications majeures (mortalité ou handicap grave) ; dans les pays pauvres 5 à 10 % des opérations se soldent par la mort du patient dans le bloc opératoire. La moitié des complications serait évitées à condition de respecter quelques règles, telles de s'assurer : bon patient, bon côté à opérer, matériel d'anesthésie prêt et complet, bonne connaissance de la procédure chirurgicale par le chirurgien et ses aides, respect des règles de stérilité et d'asepsie, tenu du compte des instruments et des compresses, bon étiquetage des prélèvements pour analyse[2].

### Octobre 2008
- Lundi 20 octobre 2008 : Le Bureau international du travail estime que le nombre de chômeurs dans le monde risque d'augmenter de 20 millions, passant de « 190 millions en 2007 à 210 millions fin 2009 » à cause de la crise financière. Le nombre de « travailleurs pauvres » qui vivent avec moins de un dollar par jour pourrait croître de 40 millions tandis que celui des personnes gagnant moins de deux dollars pourrait augmenter de 100 millions entre 2007 et 2009. Le directeur général du BIT, Juan Somavia évoque une crise sociale « sévère, longue et globale » et appelle à « une action rapide et coordonnée des gouvernements » sous la forme d'un « plan de sauvetage concentré sur l'économie réelle et les questions sociales »[3].

### Novembre 2008
- Dimanche 9 novembre 2008 : 
  - À São Paulo, les ministres des Finances et les gouverneurs des banques centrales des pays du G20 se sont réunis pour préparer le sommet du G20 le 15 novembre à Washington qui doit jeter les bases d'une réforme du système financier international. Ils s'engagent à tout faire pour rétablir la stabilité et la confiance malmenées par la crise financière, et ce en donnant davantage la parole aux économies émergentes.
  - Les pays du G20 représentent 85 % du PIB de la planète et les deux tiers de sa population[4]. Il rassemble sept pays à économies avancées (Allemagne, Canada, États-Unis, France, Italie, Japon et Royaume-Uni), l'Union européenne et les principaux pays à économie émergente (Afrique du Sud, Arabie saoudite, Argentine, Australie, Brésil, Chine, Corée du Sud, Inde, Indonésie, Mexique, Russie et Turquie).
  - Ils sont convenus de « tirer les leçons de la crise actuelle et de prendre toutes les mesures nécessaires pour restaurer la confiance des marchés et la stabilité; et minimiser le risque d'une nouvelle crise ». Le Fonds monétaire international (FMI) doit « avoir un rôle dirigeant dans cette tâche, en conformité avec son mandat. »
  - Les institutions de Bretton Woods comme le FMI et la Banque mondiale, créées au lendemain de la Seconde Guerre mondiale, « doivent être réformées de manière profonde afin qu'elles reflètent mieux les différents poids des économies dans l'économie mondiale et qu'elles répondent mieux aux futurs défis  […] Les économies émergentes et en développement doivent avoir une plus grande voix et représentation dans ces institutions. »
  - Le gouvernement chinois annonce un plan de relance budgétaire de 4 000 milliards de yuans (586 milliards de dollars) sur deux ans, pour stimuler la demande intérieure face au fléchissement des exportations, principal moteur de la croissance économique chinoise.

- Samedi 15 novembre 2008 : Sommet du G20 à Washington.

- Lundi 17 novembre 2008 : 
  - Le FMI estime avoir besoin de 100 milliards de dollars supplémentaires pour répondre à la crise[5],[6].
  - Ouverture à São Paulo, jusqu'au 22 novembre, de la première Conférence internationale sur les biocombustibles, en présence de quelque 2 000 experts et responsables politiques venus de quarante pays. Lors des divers débats sur les biocarburants, le développement durable, la sécurité alimentaire ou les défis pour l'écosystème, les intervenants ont tous évoqué leur préoccupation face à la crise actuelle traversée par l'économie mondiale. Selon les études diffusées pendant la Conférence, la production de biocarburants augmentera de 191 % d'ici à 2015[7]. La production mondiale a atteint 55,7 milliards de litres (4 % de la consommation mondiale d´essence) en 2007. Le Brésil est le deuxième producteur mondial (31 %), derrière les États-Unis (48 %), et le premier exportateur.

- Mercredi 19 novembre 2008 :  
  - L'Agence internationale de l'énergie atomique (AIEA) estime, dans deux rapports confidentiels, que l'Iran progresse dans son programme d'enrichissement de l'uranium en dépit de trois séries de sanctions imposées par le Conseil de sécurité de l'ONU et que son enquête sur le programme d'armes nucléaires de l'Iran était dans une impasse. l'Agence souligne notamment le manque de progrès pour faire la lumière sur les tentatives présumées de l'Iran d'adapter son missile Shahab-3 en vue de l'équiper d'une charge nucléaire.
  - Le secrétaire général de l'ONU, Ban Ki-moon condamne les actes de piraterie au large de la Somalie et exprime son soutien aux efforts internationaux pour y mettre fin. Il déclare travailler « étroitement avec le gouvernement fédéral de transition (TGF) de Somalie, l'Organisation maritime internationale, l'Otan, l'Union européenne (UE) et d'autres pour la mise en place d'un effort international coordonné pour combattre la piraterie ». Selon les chiffres du Bureau maritime international, 94 bateaux ont été attaqués par des pirates somaliens dans l'océan Indien et le golfe d'Aden depuis le début de l'année, un phénomène en forte hausse.

- Vendredi 21 novembre 2008 :  Selon le président de la Banque mondiale Robert Zoellick, « le monde est confronté à un choc de la pauvreté ». L'envolée des prix alimentaires aurait poussé « 100 millions de personnes de plus dans la pauvreté » et encore plus dans la malnutrition. La crise allait rendre « difficile » d'atteindre les objectifs du Millénaire qui est de baisser la pauvreté en deux ans et de diminuer la malnutrition.

- Samedi 22 novembre 2008 : Les dirigeants du Forum de coopération économique Asie-Pacifique (APEC), réunis en sommet à Lima (Pérou) pour deux jours, estiment que les mesures de protectionnisme peuvent avoir comme conséquences d'exacerber la crise économique actuelle. Ils appellent à une action « rapide et décisive » pour contrer le ralentissement économique mondial, et à une prompte conclusion des négociations sur la libéralisation du commerce.

- Mardi 25 novembre 2008 : 
  - Un accord international sur la pêche au thon rouge en Méditerranée et dans l'Atlantique a été trouvé au Maroc; ce poisson très prisé est victime d'une surpêche chronique depuis des années. Le quota total de pêche va être réduit à 28 500 tonnes cette année, à 22 000 tonnes l'an prochain, puis à 19 950 tonnes en 2010, soit une réduction de 30 % en deux ans.
  - Selon un rapport de l'Unesco, des dizaines de millions d'enfants dans le monde n'ont pas accès à l'éducation à laquelle ils ont droit et « selon la tendance actuelle, l'accès universel à l'enseignement primaire ne sera pas atteint en 2015 », date sur laquelle s'était engagés 164 pays en l'an 2000. « Les progrès ont été trop lents et trop inégaux dans beaucoup de pays […] Trop d'enfants reçoivent une éducation d'une qualité si médiocre qu'ils quittent l'école sans avoir de connaissances de base en écriture et lecture et en mathématiques […] Les gouvernements ne font pas ce qu'il faut pour lutter contre les inégalités persistantes dues aux différences de revenus, de sexe, de localisation géographique, de langue, de handicaps, etc. »

- Samedi 29 novembre 2008 : Le président Mahmoud Ahmadinejad présent à Doha (Qatar), à l'occasion de la conférence internationale des Nations unies sur le financement du développement, réunissant les représentants des 20 pays les plus riches du monde, déclare que la crise financière a  mis un terme à un système capitaliste « impitoyable et injuste » et suggère que la crise pourrait être un « stratagème » des États-Unis pour « affaiblir leurs rivaux et attirer des richesses » dans leur propre économie. Il a renouvelé ses attaques contre Israël :  « …j'annonce que le régime sioniste touche à sa fin et que davantage de crimes ne pourront le sauver […]dans un avenir proche, les concepts d'agression et de sionisme seront rayés de la carte ».

- Dimanche 30 novembre 2008 : Le secrétaire général de l'ONU, Ban Ki-moon, est favorable à l'envoi d'une force européenne dans l'est de la République démocratique du Congo, en attendant le renfort promis sur place des 3 000 soldats des troupes de l'ONU.

### Décembre 2008
- Lundi 1er décembre 2008 : Publication du « Rapport sur la situation et les perspectives économiques mondiales 2009 » des économistes réunis lors de la Conférence ministérielle internationale sur le financement du développement qui vient de se tenir à Doha (Qatar). Ils proposent la mise en œuvre d'un ensemble de stimulants économiques massif, coordonné et rapide, afin d'éviter une dépression massive à l'échelle planétaire. Ces mesures doivent « être cohérentes et se renforcer mutuellement, et être aussi en phase avec les impératifs d'un développement durable », elles doivent générer « une réglementation plus stricte des marchés financiers, un approvisionnement adéquat en liquidités à l'échelle internationale, une révision du système de réserve international et une gouvernance économique mondiale moins exclusive et plus efficace ».

- Mercredi 3 décembre 2008 : Le secrétaire de l'Onusida, Peter Piot estime que plusieurs organisations et personnalités craignent que la crise économique provoque une révision à la baisse des financements de programmes de lutte contre le sida, de la part des pays occidentaux. Une éventuelle baisse aurait des conséquences dramatiques en Afrique, continent le plus touché.

- Mardi 9 décembre 2008 : 
  - Cent personnalités de réputation internationale lancent à Paris une action pour l'abolition des armes nucléaires et contre la prolifération nucléaire, plaidant pour un « partenariat spécial » entre la Russie et les États-unis[8].
  - Selon l'Organisation des Nations unies pour l'alimentation et l'agriculture (FAO), presque un milliard de personnes souffrent de la faim dans le monde, un chiffre en hausse de 40 millions cette année en raison de l'augmentation du prix des denrées alimentaires.

- Mercredi 9 décembre 2008 : La Banque mondiale annonce le lancement d'une offre de prêts d'urgence sans intérêts aux pays les plus pauvres du monde et dotée de deux milliards US$.

- Lundi 15 décembre 2008 : La FAO à l'ouverture d'une conférence ministérielle sur l'eau, l'agriculture et l'énergie en Afrique, estime que l'Afrique a besoin de 65 milliards de dollars d'investissements sur 20 ans pour s'assurer « la maîtrise de l'eau », dans l'optique de son développement agricole et énergétique. Ce programme pour « une révolution bleue » a pour objectif « la maîtrise de l'eau au niveau des villages, des périmètres irrigués et des grands bassins fluviaux, tant pour l'agriculture que pour la production hydroélectrique »[9].

- Mardi 16 décembre 2008 : 
  - Le président de l'Assemblée générale des Nations unies, Miguel d'Escoto Brockmann, prêtre catholique et ancien ministre des affaires étrangères du Nicaragua, affirme avoir reçu des menaces de mort[10].
  - Le Conseil de Sécurité de l'ONU sur initiative conjointe russo-américaine, adopte une résolution de soutien au processus de paix au Proche-Orient, la première depuis cinq ans, par 14 voix pour et l'abstention de la Libye.

- Jeudi 18 décembre 2008 : 
  - Le FMI veut intensifier « son travail de réflexion sur la surveillance des facteurs de vulnérabilité qui existent au niveau systémique et à l'échelle des différents pays », c'est-à-dire son action d'alerte et de recommandations sur la crise financière pour anticiper les problèmes et les porter à l'attention des responsables et formuler des « recommandations pour orienter les politiques » macroéconomiques et la réglementation[11].
  - Soixante-six pays appellent à la dépénalisation universelle de l'homosexualité, une position vivement combattue par plusieurs États arabes et par le Vatican[12].
  - Selon le Comité pour la protection des journalistes (CPJ), basé à New York, 41 journalistes ont trouvé la mort en 2008, en relation directe avec leur activité, contre 65 l'an passé. 22 décès font toujours l'objet d'une enquête. Avec 11 journalistes ont été tués en 2008, l'Irak est de fait le pays le plus meurtrier pour la presse pour la sixième année consécutive[13]. Plus de 90 % des tués étaient des journalistes locaux, couvrant les informations pour des publications locales, régionales ou internationales.

- Dimanche 21 décembre 2008 : Le FMI appelle les États à une hausse des dépenses budgétaires et à des réductions fiscales temporaires de l'ordre de 120 000 milliards de dollars, ou 2 % du PIB mondial, pour pallier la chute de la demande consécutive au resserrement du crédit. Selon son président Dominique Strauss-Kahn qui estime que 2009 s'annonce « comme une année vraiment mauvaise » : « La question des troubles sociaux a été mise en relief par les journalistes, ce que je peux comprendre, mais ce n'est qu'une partie du problème […] Le problème est que l'ensemble de la société va souffrir ».

- Lundi 22 décembre 2008 : Le secrétaire général de l'Organisation pour la coopération et le développement économique, Angel Gurria, prévoît « 20 à 25 millions » de chômeurs en plus dans le monde à cause de la crise d'ici 2010, dont 8 à 10 millions au sein de l'OCDE.

- Mardi 23 décembre 2008 : Selon le chef économiste du FMI, Olivier Blanchard, les États doivent agir d'urgence pour relancer la demande s'ils veulent éviter une Grande Dépression comme celle des années 1930 et les banques doivent cesser de restreindre leur offre de crédit : « Nous sommes en présence d'une crise d'une amplitude exceptionnelle, dont la principale composante est un effondrement de la demande […] Les indices de confiance des consommateurs et des entreprises n'ont jamais autant chuté depuis qu'ils existent […] Les mois qui viennent vont être très mauvais. Il est impératif de juguler cette perte de confiance, de relancer […] la demande privée, si l'on veut éviter que la récession ne se transforme en Grande Dépression [Les banques] continuent à réduire leurs crédits aux particuliers comme aux entreprises ou aux pays émergents […] il n'y aura pas de redémarrage de la croissance sans que ce problème soit résorbé ».

- Mercredi 24 décembre 2008 : L'Assemblée générale des  Nations unies approuve, par consensus, sans vote, une augmentation de près de 17 % du budget de  l'ONU pour l'exercice 2008-2009. Selon Luis Ghuilherme Nascentes, les principales raisons de l'augmentation du budget résident dans la hausse des coûts des vingt-sept missions déployées par l'ONU dans le monde, en particulier en Afghanistan, en Irak et au Soudan, mais aussi dans le financement de quatre-vingt-douze postes supplémentaires pour la promotion du développement réclamés par les pays en développement et dans celui de quarante-neuf postes à la section politique de l'ONU, afin de seconder la stratégie de "diplomatie préventive" du secrétaire général Ban Ki-moon[14].

- Lundi 29 décembre 2008 : Selon Munich Re, no 2 mondial de la réassurance, le nombre de ces catastrophes naturelles a reculé en 2008 par rapport à 2007 : 750 contre 960. Cependant, l'année 2008 a été « l'une des plus dévastatrices » en intensité car la série de cyclones tropicaux et le séisme qui a frappé le Shichuan en mai ont été particulièrement dévastateurs en termes de vies humaines et de pertes financières. La tendance à long terme se poursuit : « le changement climatique a déjà commencé et contribue très probablement à une météo extrême de plus en plus fréquente et ainsi aux catastrophes naturelles qui s'ensuivent ».

- Mardi 30 décembre 2008 :  Selon le bilan annuel de Reporters sans frontières, 60 journalistes et un collaborateur ont été tués en 2008. Ce chiffre est en net recul par rapport à 2007, où quatre-vingt-six journalistes et vingt de leurs collaborateurs avaient été tués. Les arrestations ou interpellations ont également reculé, touchant 673 journalistes, contre 887 en 2007. Mais ce recul s'expliquerait surtout « par le renoncement de nombreux professionnels à exercer leur métier » ainsi que par « la disparition progressive des médias en zones de conflit »[15]. : « Le triste spectacle d'un journaliste menotté est quotidien, ou presque, sur tous les continents. La prison est la réponse la plus fréquente des gouvernements aux remises en cause. Et les assassinats […] ne font quasiment jamais l'objet d'un procès ».

- Mercredi 31 décembre 2008 :  La Libye dépose au Conseil de sécurité de l'ONU, au nom du groupe arabe, un projet de résolution appelant à « un cessez-le-feu immédiat » à Gaza et « son plein respect » par Israël et le Hamas. Le texte « condamne vigoureusement toutes les attaques militaires et l'usage excessif, disproportionné et aveugle de la force par Israël, puissance occupante, qui a fait de nombreux morts et blessés parmi les civils palestiniens innocents, y compris des femmes et des enfants ». Il « appelle Israël à respecter scrupuleusement ses obligations aux termes du droit humanitaire international, en particulier de la Convention de Genève relative à la protection des civils en temps de guerre »[16].